# 35 Rhums
35 Rhums is een Frans-Duitse film van Claire Denis die werd uitgebracht in 2008.

## Verhaal
Lionel, een treinbestuurder bij het RER, is een man van middelbare leeftijd van Antilliaanse afkomst. Samen met zijn dochter Joséphine leeft hij in een voorstad van Parijs. Toen Joséphine nog klein was is haar Duitse moeder gestorven. Sindsdien voedt Lionel haar alleen op. In de loop der jaren heeft hij een innige band met haar opgebouwd. Ze leven zij aan zij als waren ze een koppel.
Tot hun kennissenkring behoort onder meer Gabrielle, een taxichauffeur die in hetzelfde appartementsgebouw woont en al lang verliefd is op Lionel. Ook Noé, een wat zwaarmoedige jongeman die sinds het overlijden van zijn ouders alleen nog zijn kat als huisgenoot heeft, woont in hetzelfde gebouw. Hij leidt een chaotisch leven en hij is verliefd op Joséphine.
Lionel beseft dat zijn dochter, ondertussen een studente antropologie, tot een jonge vrouw is uitgegroeid. Ze moet haar eigen leven leiden en daarom wordt het tijd dat hun levens ontward worden.

## Rolverdeling
| Acteur                 | Personage                             |
| ---------------------- | ------------------------------------- |
| Alex Descas            | Lionel, een treinbestuurder           |
| Mati Diop              | Joséphine, de dochter van Lionel      |
| Grégoire Colin         | Noé                                   |
| Nicole Dogué           | Gabrielle Prézeau, de taxibestuurster |
| Julieth Mars-Toussaint | René, de collega van Lionel           |
| Ingrid Caven           | de Duitse tante                       |